# Burchard Ratepilate
Burchard Ratepilate (overleden tussen 956 en 967) was tot aan zijn dood graaf van Vendôme. Hij behoorde tot het huis der Burchardiden.

## Levensloop
Burchard was de eerste graaf van Vendôme en het eerste lid van het huis der Burchardiden van wie het bestaan bewezen is.
Hij wordt vermeld in bronnen die dateren tussen 930 en 956 en was een bondgenoot van Hugo de Grote, hertog van Bourgondië. Burchard overleed in de periode tussen 956 en 967. In een bron uit 967 wordt namelijk zijn zoon Burchard I (overleden in 1007) vermeld als graaf van Vendôme.